# Fotodrama de la Creación
El Foto-Drama de la Creación, o Drama de la Creación, es una película cristiana de cuatro partes (ocho horas en total) siendo la primera de toda la historia en incorporar sonido sincronizado, algo realmente inusual para la época, producida por la sociedad Watch Tower Bible and Tract Society of Pennsylvania bajo la dirección de Charles Taze Russell, fundador del Movimiento de Estudiantes de la Biblia. La película presenta sus creencias acerca del «Plan de Dios» desde la Creación hasta el final del Reino Milenario de Cristo.

## Producción y difusión
La producción empezó en 1912, y fue presentada al público en 1914. Fue la primera puesta en escena importante que incorpora sonido sincronizado, película en movimiento, y diapositivas en color. Russell también publicó un libro acompañante, Escenario del Foto-Drama de la Creación, en varios idiomas.
Tiene aproximadamente 8 horas de longitud y fue presentada en cuatro partes. Esta presentación llevó a la audiencia desde el tiempo de la creación hasta el final del Milenio. La presentación fue estrenada en enero de 1914 en Nueva York, y en el verano de 1914 en Alemania. Alrededor de 9 000 000 de personas de América del Norte, Europa, Nueva Zelanda y Australia vieron el Foto-Drama o una versión abreviada llamada Eureka de forma gratuita.
Espectáculos que combinaron diapositivas desde las llamadas linternas mágicas (un tipo de proyector) y las películas propiamente tales eran comunes en ese tiempo, pero la adición del discurso grabado era algo inusual, y la magnitud de su distribución para una producción religiosa era particularmente notable. En su tiempo, el costo total del proyecto fue de más de 300 000  dólares (que equivalen a más de siete millones de dólares de 1975).

## Contenido

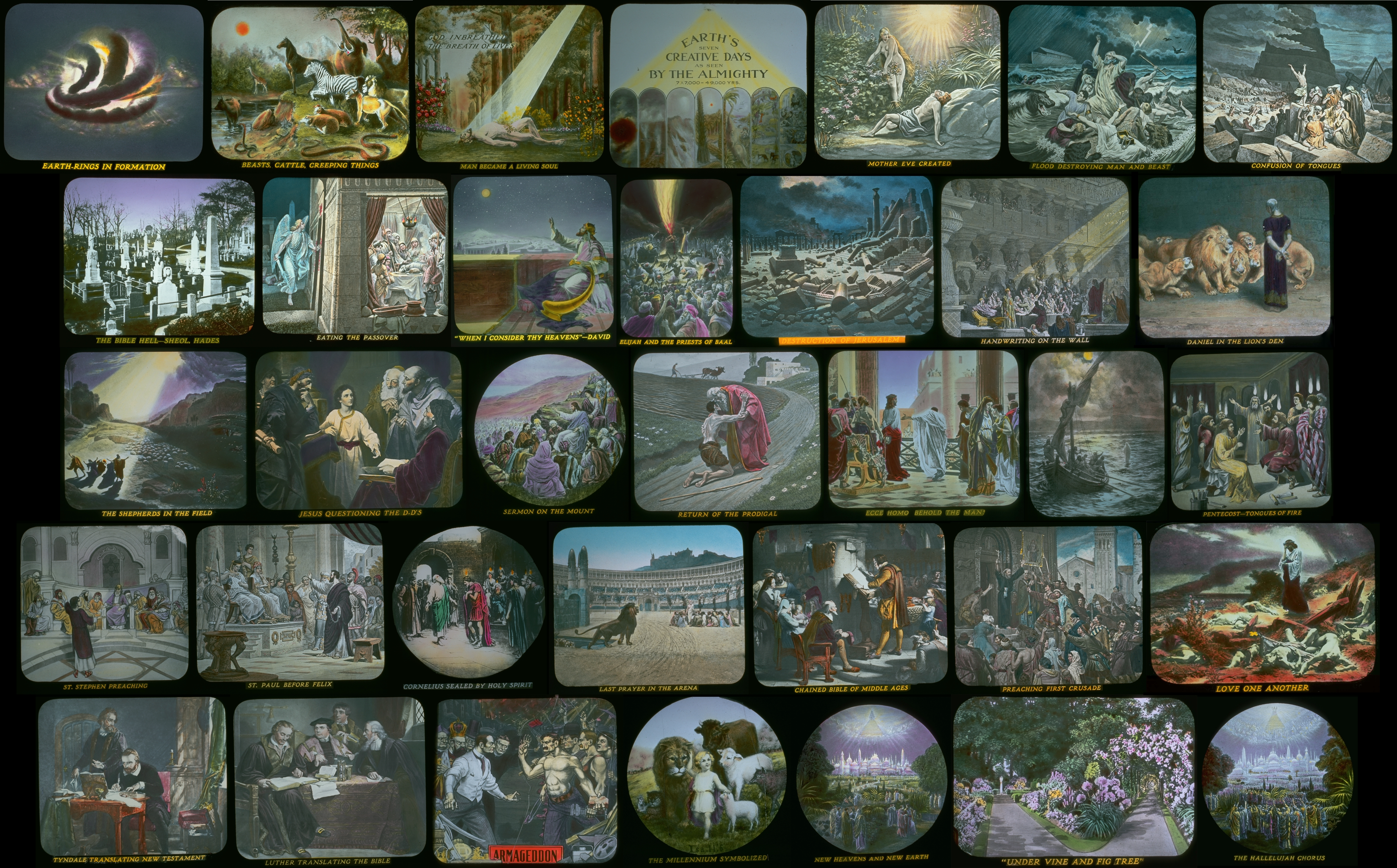
Diapositivas del Foto-Drama de la Creación.

El Foto-Drama propone que los siete días «creativos» en el Libro de Génesis son igual a 49 000 años, basado en la creencia de la Biblia de que cada día creativo dura 7 000 años. Más allá de esto propone que 48 000 años ya han pasado, y que el final de los mil años «está a las puertas».